# 福岡放送
株式會社福岡放送（日语：／ Fukuoka Hōsō */?），通稱福岡放送，簡稱FBS，是日本的一家以福岡縣為播出地區的電視台，也是福岡縣的第四家民營電視台。福岡放送開播于1969年4月1日，是NNN及NNS聯播網成員，呼號為JOFH-DTV，遙控器號碼是5頻道。

## 資本構成
下表列出2025年4月1日起福岡放送的主要股東：
| 股東           | 比例 |
| -------------- | ---- |
| 讀賣中京FS控股 | 100% |

直至2021年3月31日時福岡放送的主要股東:450：
| 資本金  | 發行股份總數 | 股東數 |
| ------- | ------------ | ------ |
| 3億日元 | 600,000股    | 15     |

| 股東             | 持股數    | 比例   |
| ---------------- | --------- | ------ |
| 讀賣新聞東京本社 | 119,900股 | 19.98% |
| 九州電力         | 118,000股 | 19.67% |
| 日本電視台       | 101,400股 | 16.90% |
| 西日本新聞社     | 42,000股  | 7.00%  |
| 電氣大廈         | 42,000股  | 7.00%  |
| 西日本都市銀行   | 30,000股  | 5.00%  |
| 西日本鐵道       | 30,900股  | 5.00%  |
| 福岡銀行         | 30,000股  | 5.00%  |

## 歷史
福岡縣最初的日本電視台聯播網加盟台是1958年開播的西日本電視台，但由於日本電視台的大股東讀賣新聞社在1964年開始進入福岡縣市場，引發西日本電視台大股東西日本新聞社的強烈不滿，導致西日本電視台在1964年退出日本電視台聯播網，加入富士電視台聯播網:41。但福岡縣在日本經濟中有重要地位，因此日本電視台急需在福岡縣開設新台以填補空白。同時在1966年，郵政省開放部分UHF頻段用於電視使用，使得福岡縣開設新電視台成為可能:33。當時福岡縣有福岡放送、九州讀賣電視台（九州読売テレビ）等8家公司申請設立電視台。後福岡縣本地財界出資的7家公司統合為福岡放送。郵政省試圖整合福岡放送和讀賣新聞集團出資的九州讀賣電視台，但雙方談判一度僵持。最後讀賣新聞集團做出妥協，同意福岡本地企業擁有過半出資比例，且使用「福岡放送」作為新公司名稱:33。1968年4月19日，福岡放送獲得預備執照，並於5月27日正式成立公司:34。由於當時大部分電視機都需要接收器才能收看UHF節目，因此福岡放送積極普及UHF用的訊號接收器，盡可能增加能收看UHF電視節目的家庭:35。1969年3月1日，福岡放送開始進行試播:36。4月1日，福岡放送正式開播:36。同年9月，隨著行橋轉播站的設立，福岡放送的電波覆蓋了福岡縣兩大主要城市（福岡市和北九州市）:37。開播第一年，福岡放送營業額有9.1億日元，虧損0.34億日元:39。翌年福岡放送營業額增加到12.7億日元，並實現0.16億日元的盈利:39。
1971年4月，福岡放送自製節目實現彩色化:39。同年度福岡放送營業額達14.33億日元，盈利達1.03億日元，成功清零累積虧損:39。1973年，福岡放送首次實現股票分紅:40。翌年福岡放送成立工會:40。1978年度，福岡放送年營業額超過50億日元:41。1976年，福岡放送開設了NNN曼谷支局，是其第一個海外支局:100-101。1980年度，福岡放送營業額超過61億日元，在福岡縣民營電視市場的營業額市佔率首次超過20%:43。福岡放送在1987年播出了圖文電視，是福岡縣第一家播出圖文電視的電視台:45。1988年度，福岡放送營業額首次超過100億日元:46。翌年福岡放送導入了衛星新聞轉播（SNG）系統，令新聞報道的機動力大幅提升:46。
1994年4月23日，福岡放送播出了8.5小時的直播特別節目，慶祝開播25週年，取得10.7%的高收視率:47。1997年，福岡放送被西日本新聞實際播出廣告數少於和廣告主簽訂的契約規定數。後據內部調查，福岡放送在1989年度至1996年度期間共少播出2,433條廣告。這一問題導致福岡放送的NNS會員資格被暫停，並一度停止參加日本民間放送聯盟活動:51。福岡放送對廣告主的總賠償額超過9.3億日元，導致這一年年中決算出現赤字:51。時任福岡放送社長佐田吉之助因此辭職:52。該事件還導致福岡放送1997年度的營業額只有127.7億日元，比上一年減少15.9%:52。但同樣在1997年度，憑藉核心局日本電視台收視率的提高，福岡放送首次獲得收視率三冠王:52。同年福岡放送在福岡市美術館舉辦的龐貝壁畫展吸引超過19.5萬人參觀:52。1999年4月24日，福岡放送播出了8小時35分的直播特別節目，慶祝開播30週年，收視率達10.8%:54。1997年度至2000年度，福岡放送連續四年獲得年度收視率三冠王:55。1996年至2001年期間，福岡放送開設有NNN馬尼拉支局:102。2001年馬尼拉支局關閉後，福岡放送固定派遣特派員至NNN首爾支局:102-103。
福岡放送在2000年啟用了由歌手藤井郁弥設計的現行商標:56。同年度福岡放送的廣告營業額達151.4億日元，首次獲得福岡各台首位:155。2006年7月1日，福岡放送和RKB每日放送、西日本電視台、TVQ九州放送在同一天開始播出數位電視訊號。當時福岡放送的數位電視訊號覆蓋福岡市、春日市、大野城市等地，佔福岡全縣的45%:63。數位電視開播後，福岡縣各電視台頻道進行重新分配。福岡放送雖有意使用2頻道，但由於NHK無意讓步，因此福岡放送選擇5頻道作為數位電視的遙控器號碼:62。2011年度，福岡放送的利潤率達15.2%，在福岡各電視台中排名第一，也是日本電視台聯播網中首位:65。同年7月24日，福岡放送停止播出類比電視訊號:66。2012年，福岡放送的非黃金時段收視率奪得福岡各台第一位。2013年和14年，福岡放送連續兩年獲得全日及非黃金時段收視率第一位:146。2017年，福岡放送獲得晚間時段和黃金時段的收視率雙冠王:146。2020年，福岡放送獲得福岡縣個人收視率三冠王。

## 節目
在試播期間，福岡放送就播出了自製的新聞節目:80。1976年，隨著電子新聞採集（ENG）系統的導入令新聞採訪編輯效率大幅提高，福岡放送得以在傍晚製作大型帶狀自製新聞節目是《FBS新聞報告》:187。該節目也是福岡縣民營電視台的第二個大型帶狀地方新聞節目:40。1980年，福岡放送成功組織NNN的九州各加盟台前往北朝鮮取材，並採訪淀號劫機事件犯人:84。1982年，福岡放送的傍晚地方新聞節目改名為《FBS EVENING NEWS》，並改在平日17點30分播出:84。2000年，福岡放送和廣島電視台全程直播西鐵巴士劫持事件警察突入巴士過程，獲得這一年的NNN年間特別賞:87。
1995年，受到札幌電視台的《道產子廣角》等大型地方資訊節目取得成功的刺激，福岡放送開始播出時長超過2小時的《明太廣角》節目:48。自1998年開始，《明太廣角》開始獲得同時段收視冠軍:53。2015年開始，《明太廣角》的18點時段新聞以《明太Plus》（めんたいPlus）名稱播出:93。1998年，福岡放送在平日晨間亦開始播出自製資訊節目《朝Dokki!九州》:53。2015年，福岡放送的晨間資訊節目改名為《超級早!ZIP!》:70-71。2019年5月第四週，該節目的週平均收視率首次超過5%:93。
福岡放送自1996年開始每月播出一次《目撃者f》節目，播出福岡放送的自製紀錄片:48-49。1992年，福岡放送製作的《我是政治難民》獲得銀河賞及NNN紀錄片年間最優秀賞:85。1999年7月，福岡放送利用CG技術製作紀錄片《復活！福岡城、幻想中的天守閣》（よみがえれ！福岡城、幻の天守閣）:54。
和田現子和久本雅美的冠名節目《現子和雅美的新型電視》是福岡放送在日本全國播出的自製綜藝節目之一，也是由日本電視台聯播網各地方台製作的深夜綜藝板塊ZZZ節目之一，在2000年至2005年播出:120-121。1994年開始在週日晚間播出的《Night Shuffle》是福岡放送的看板自製綜藝節目:116-117。該節目在2015年改在週五晚間播出，但因改變播出時間後收視低迷而在2016年停播，共播出1,069期:71。該節目的後繼節目是《給努力的你獻上花束》:71。2000年代後期開始，福岡放送積極製作深夜綜藝節目。2011年開始播出的《發現Rakuchaku!》是自播出之後即穩定維持人氣，還發行了DVD:66-67。《黑女子白書》是福岡放送在每週三深夜播出的自製深夜綜藝節目，以福岡女子的禁斷話題為節目內容:125。《福岡人志》則是福岡放送製作的由搞笑組合DOWN TOWN成員松本人志出演的不定期綜藝節目:126。
1982年，福岡放送首次製作電視劇，其第一部作品是在日本全國播出的2小時電視劇《天使消失中》（天使が消えていく）。此後福岡放送共製作了15部在日本全國播出的2小時電視劇和13部在地方播出的電視劇:44。2000年，在開播30週年之際，福岡放送參與《週二懸疑劇場》製作，重新開始製作電視劇:120。2013年，福岡放送製作了兩部由本地偶像團體HKT48出演的電視劇:121。
福岡放送亦積極轉播以日本職棒為主的體育賽事:128。1999年，福岡放送轉播福岡大榮鷹的日本系列第一場比賽獲得47.6%收視率，創下迄今福岡的電視台轉播福岡鷹主場比賽的最高收視率記錄:134。

## 攝影棚

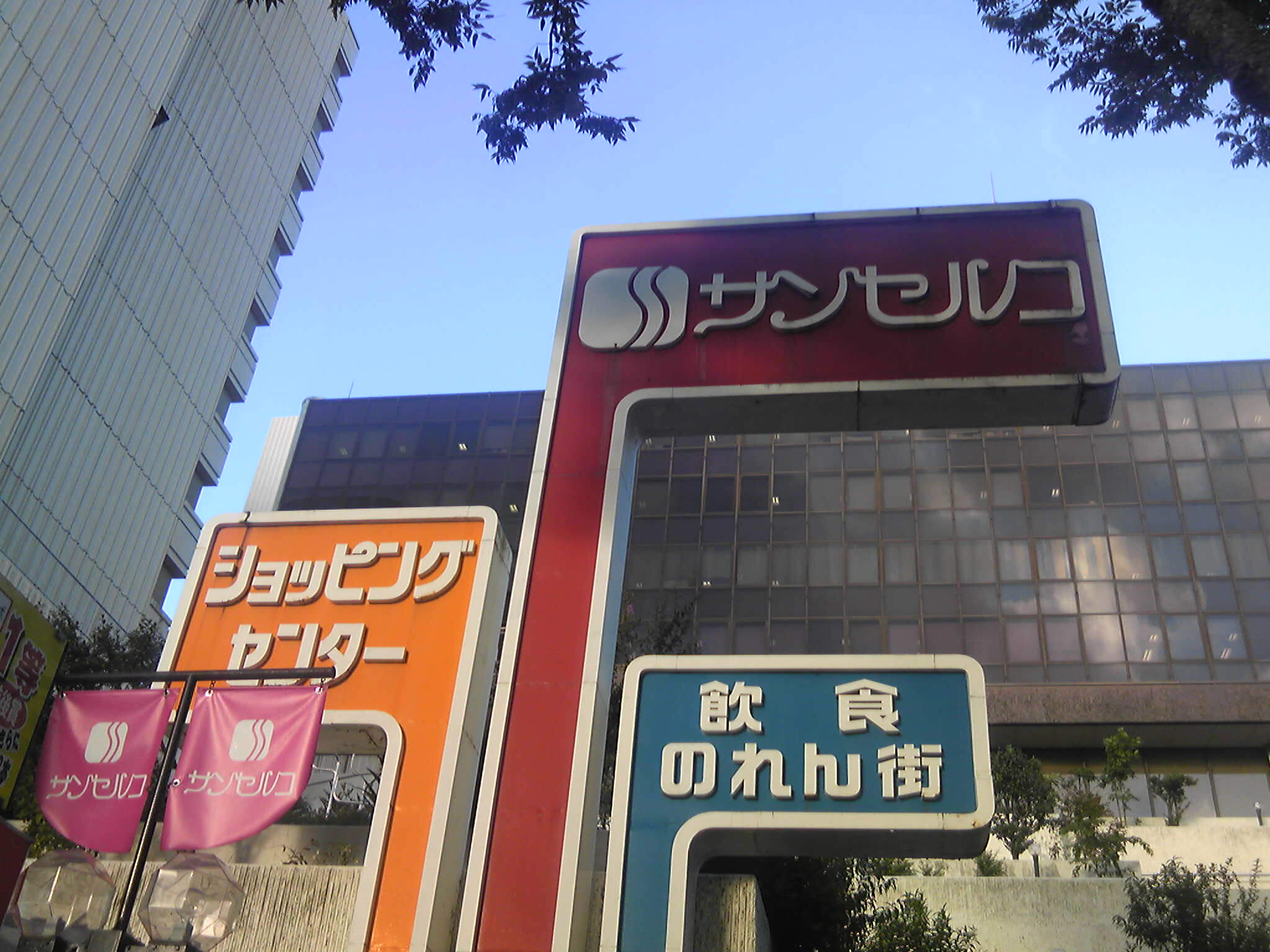
福岡SUN SELCO大樓（看板後方）

為節省費用並趕上播出時間，福岡放送的第一代總部位於娛樂中心「博多天堂」（博多パラダイス）。該建築屋頂上設有鐵塔，福岡放送可直接利用鐵塔以節約成本:34-35。1977年，福岡放送決定租借位於福岡市中央區SUN SELCO大樓的5至7層部分作為總部使用:42。
1996年，福岡放送在SUN SELCO附近的清川二丁目購買土地，用於修建新總部大樓，並於2002年11月開始動工:60。這座建築由三菱地所設計和西日本技術開發共同體設計，清水建設施工。地下有一層，地上有十層，另有塔樓一層:60。2005年2月27日，福岡放送開始從新總部播出節目:61。3月19日，為慶祝遷入新總部，福岡放送播出了8小時35分的直播特別節目:61。

## 註释
1. ↑  「三冠」指全日（6:00-24:00）、黃金時間（19:00-22:00）、晚間時段（19:00-23:00）三個時段皆獲得收視率第一。

## 外部連結
- FBS福岡放送 （页面存档备份，存于）
- FBSエンタープライズ （页面存档备份，存于）
- FBS福岡放送【公式】的X（前Twitter）
- YouTube上的FBS福岡放送官方頻道頻道